# Đoàn Chính Hưng
Đoàn Chính Hưng (chữ Hán: 段正興, ?-?) là một Hoàng đế nước Đại Lý, tại vị từ năm 1147-1171.

## Trong lịch sử
Do Đại Lý chỉ là nước nhỏ nên những ghi chép về Đoàn Chính Hưng không có nhiều. Năm sinh và năm mất của ông đều không rõ, chỉ biết ông còn có tên là Đoàn Dịch Trường (段易長), hay Nghĩa Trường (義長), là con trai của vị hoàng đế tiền triều Đoàn Chính Nghiêm và được vua cha nhường ngôi năm 1147 và thoái vị năm 1171, tại vị 24 năm.
Trong thời gian trị vì của mình, ông sử dụng lần lượt 5 niên hiệu là Vĩnh Trinh, Đại Bảo, Long Hưng, Thịnh Minh và Kiến Đức.
Cũng như nhiều vị vua khác của Đại Lý, Đoàn Chính Hưng rất tôn sùng đạo Phật. Sau khi tại vị 24 năm, ông thoái vị nhường ngôi cho con trai mình là Đoàn Trí Hưng rồi xuất gia làm sư.
Không rõ ông mất năm nào. Sau khi mất, ông được tôn thụy là Chính Khang đế, miếu hiệu là Cảnh Tông.